# Michal Bárta (fotbalista)
Michal Bárta (* 23. prosinec 1989 v Chlumci nad Cidlinou) je český fotbalový brankář, v současnosti působící v 1. SK Prostějov.

## Klubová kariéra
Svoji fotbalovou kariéru začal v Rožnově p.R., odkud přestoupil do dorostu Sigmy Olomouc. V roce 2008 se propracoval do prvního mužstva Olomouce. Po dvou letech zamířil na hostování do Čáslavi, na jaře 2012 hostoval v Zábřehu, v letech 2012–2013 byl na hostování v Baníku Ostrava. Podařený zápas odchytal za tým 4. května ve 26. kole proti Příbrami, na domácím hřišti nedovolil příbramským hráčům skórovat ani z jedné z mnoha střeleckých příležitostí a výrazně přispěl k vítězství Ostravy 2:0, které znamenalo další krok k záchraně v nejvyšší lize. Na jaře 2014 hostoval v Dynamu České Budějovice. Před sezonou 2014/15 se vrátil do Sigmy Olomouc.
V červenci 2015 přestoupil do klubu FK Baumit Jablonec.